# Братешківська волость
Братешківська волость — адміністративно-територіальна одиниця Полтавського повіту Полтавської губернії з центром на хуторі Братешки.
Станом на 1885 рік — складалася з 16 поселень, 5 сільських громад. Населення  — 7281 осіб (3556 осіб чоловічої статі та 3725 — жіночої), 986 дворових господарств.

Старшинами волості були:
- 1900—1904 роках козак Яків Іванович Ярошенко[2],[3];
- 1913—1915 роках козак Яків Леонтійович Корж[4],[5].